# Hello Love
| Оценки критиков     | Оценки критиков |
| Источник            | Оценка          |
| ------------------- | --------------- |
| Allmusic            | [ 1 ]           |
| Jesus Freak Hideout | [ 2 ]           |

Hello Love — пятый студийный альбом американского исполнителя современной христианской музыки певца Криса Томлина, вышедший 2 сентября 2008 года на лейбле Sixstepsrecords. Продюсером были Ed Cash. Альбом был номинирован на премию Grammy в категории Pop/Contemporary Gospel Album (в 2009 году) и на премию Dove Award.

## Об альбоме
Альбом получил положительные отзывы музыкальных критиков.
Диск Томлина достиг № 2 в чарте христианской музыки Christian Albums и дебютировал на № 9 в американском хит-параде Billboard 200.
Продюсером альбома стал Эд Кэш, альбом включил записи различных авторов, среди которых такие как Мэтт Редмана, Daniel Carson, Jesse Reeves, Chris Tomlin, Louie Giglio, Cash и сам Томлин.
Альбом был сертифицирован в золотом статусе RIAA в сентябре 2010 года.

## Список композиций
| №                   | Название                                                   | Автор(ы)                                                                                | Длительность |
| ------------------- | ---------------------------------------------------------- | --------------------------------------------------------------------------------------- | ------------ |
| 1.                  | «Sing, Sing, Sing»                                         | Daniel Carson, Jesse Reeves, Chris Tomlin                                               | 3:49         |
| 2.                  | «Jesus Messiah»                                            | Carson, Reeves, Tomlin                                                                  | 4:49         |
| 3.                  | «You Lifted Me Out»                                        | Louie Giglio, Reeves, Tomlin                                                            | 4:13         |
| 4.                  | «God of This City»                                         | Richard Bleakley, Aaron Boyd, Peter Comfort, Ian Jordan, Peter Kernaghan, Andrew McCann | 4:57         |
| 5.                  | «I Will Rise»                                              | Giglio, Matt Maher, Reeves, Tomlin                                                      | 5:01         |
| 6.                  | «Love» (при участии детского хора Watoto Children's Choir) | Cary Pierce, Reeves, Tomlin                                                             | 4:58         |
| 7.                  | «Praise the Father, Praise the Son»                        | Tomlin                                                                                  | 3:58         |
| 8.                  | «God Almighty»                                             | Tomlin                                                                                  | 6:38         |
| 9.                  | «My Deliverer»                                             | Carson, Maher, Reeves, Tomlin                                                           | 5:35         |
| 10.                 | «With Me»                                                  | Andrew Osenga, Pierce, Tomlin                                                           | 4:07         |
| 11.                 | «Exalted (Yahweh)»                                         | Reeves, Tomlin                                                                          | 5:51         |
| 12.                 | «All the Way My Savior Leads Me»                           | Мэтт Редман, Tomlin, Traditional                                                        | 4:37         |
| Общая длительность: | Общая длительность:                                        | Общая длительность:                                                                     | 58:32        |

| №   | Название     | Длительность |
| --- | ------------ | ------------ |
| 13. | «My Beloved» | 4:10         |

## Позиции в чартах
| Чарт (2008)                      | Высшая позиция |
| -------------------------------- | -------------- |
| США (Billboard 200)              | 9              |
| США (Billboard Christian Albums) | 1              |

### Синглы
- «Jesus Messiah» (2008)
- «I Will Rise» (2009)
- «Sing Sing Sing» (2009)

## Награды и номинации
Альбом был номинирован на премию Dove Award в категории Praise and Worship Album of the Year на церемонии 40th GMA Dove Awards и на премию Grammy в категории Pop/Contemporary Gospel Album (51-я церемония «Грэмми» в 2009 году).